# MONA 彼女が殺された理由
『MONA 彼女が殺された理由』（モナ かのじょがころされたわけ、原題：Drowning Mona）は、2000年制作のアメリカ合衆国のクライム・コメディ映画。ダニー・デヴィート、ベット・ミドラーらが出演。

## あらすじ
アメリカのとある小さな田舎町である日、町中の嫌われ者だった女モナ・ディアリーが車を運転中、車ごと川に転落して死亡した。
地元の警察官ワイアット・ラッシュは捜査の結果、他殺の可能性が高いと考え、彼女に殺意を抱く人物を調べる。
だが、捜査を進めるにつれ、町の多くの人々がモナに殺意を抱いていたことが判明し、事件は思わぬ方向へ…。

## キャスト
- ワイアット・ラッシュ：ダニー・デヴィート
- モナ・ディアリー：ベット・ミドラー
- エレン・ラッシュ：ネーヴ・キャンベル
- ボビー・カルツォーネ：ケイシー・アフレック
- ローナ：ジェイミー・リー・カーティス
- フィル・ディアリー：ウィリアム・フィクナー
- ジェフ・ディアリー：マーカス・トーマス
- ピーター・ドブソン
- キャスリーン・ウィルホイト
- マーク・ペルグリノ
- クラレンス：トレイシー・ウォルター
- 葬儀ディレクター：ウィル・フェレル
- ポール・ベン＝ヴィクター
- ポール・シュルツ
- シャーリー：メリッサ・マッカーシー
- リサ・リーフェル
- トラック運転手：ブライアン・ドイル＝マーレイ

## 評価
レビュー・アグリゲーターのRotten Tomatoesでは77件のレビューで支持率は29%、平均点は4.40/10となった。Metacriticでは32件のレビューを基に加重平均値が25/100となった。